# 日本陸上競技選手権大会男子20キロ 女子20キロ競歩
日本陸上競技選手権大会ハーフマラソン競歩（にほんりくじょうきょうぎせんしゅけんたいかい ハーフマラソンきょうほ）は、毎年2月中旬に開催される陸上競技大会である。現在の開催地は兵庫県神戸市。一般公道を使用するため、マラソンやマラソン競歩同様、一般種目の日本陸上競技選手権大会とは別日程・開催場所で行なわれる。

## 概要

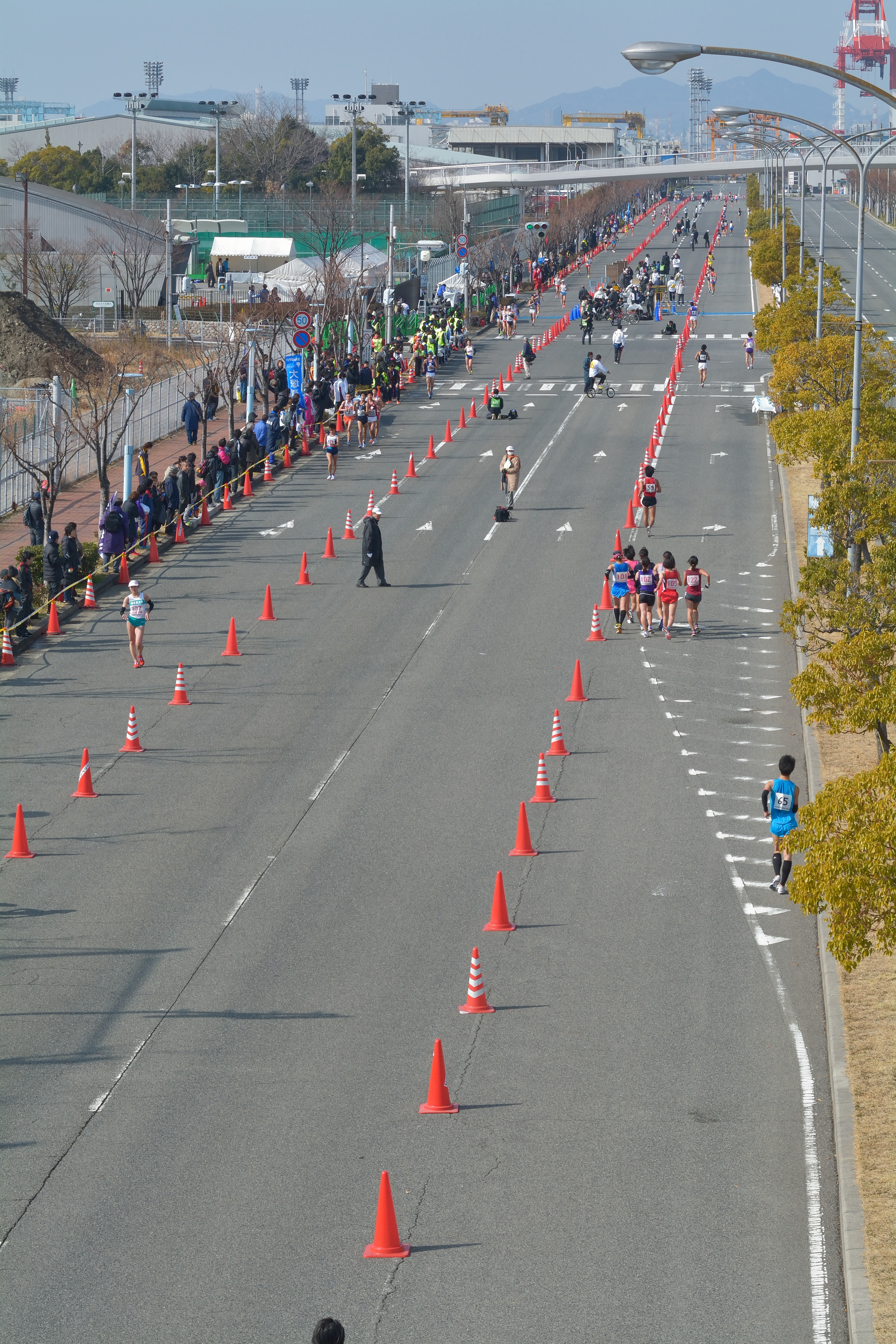
2014年第97回大会の模様

男子・女子20km競歩の日本一を決める大会で、その年の主要国際競技大会（オリンピック、世界選手権、アジア大会等）同種目の日本代表選手選考会としては最も重要な大会である。各国際競技大会の参加標準記録Aを突破した本大会の優勝者は自動的に日本代表に内定する。
1955年第39回大会より男子20km、1987年第71回大会より女子10kmが実施された。開催地は各都道府県持ち回りとなっていたが、1989年より兵庫県神戸市に定着した。1991年世界陸上選手権対策を目的として、1989年から1993年までは神戸市北区のしあわせの村園内周回コースで毎年8月に開催されていた。しかし、アップダウンの激しいコースと真夏の暑さでは記録が望めず、1995年度から開催時期を1月に変更し、現在の神戸市東灘区六甲アイランド内周回コース（1周2km）で開催されるようになった。但し、1995年は大会4日前に発生した阪神・淡路大震災の影響で、2月に千葉市で代替開催された。1999年第82回大会以降、女子も10kmに替わり20kmの距離で実施されている。2010年より片道1kmの折り返しコースとなり、2011年から2月開催に変更された。
現在のコースは起伏のほとんど無い平らな走路で、2009年時点では男女20km競歩の日本記録がここで樹立されている。2000年第84回大会の男子20km競歩では当時の日本歴代記録のうち1位から5位までが塗り替えられた。多くの選手がこの大会で自己記録を更新しており、日本随一の高速コースとして知られる。
また、ジュニア選抜競歩としてジュニアの部も開催され、将来を見据えたハイレベルな争いが展開される。ジュニアの部の参加資格はその年の12月31日に20歳未満である者が対象であり、一般・大学生も出場可能である。その他、2008年まではジュニア男子3km競歩とジュニア女子3km、2003年には一度だけ選抜男子50km競歩が行なわれた。
2023年第106回大会は日テレスポーツ公式YouTubeチャンネルにてライブ配信された。

## 競技種目
- 日本陸上競技選手権大会
  - 男子ハーフマラソン競歩
  - 女子ハーフマラソン競歩
- ジュニア選抜競歩
  - ジュニア男子10km競歩
  - ジュニア女子5km競歩

## 大会記録

### 男子
| 種目     | 記録          | 選手名   | 所属名   | 記録年度          |
| -------- | ------------- | -------- | -------- | ----------------- |
| 20km競歩 | 1時間16分10秒 | 山西利和 | 愛知製鋼 | 第108回（2025年） |

- 山西は世界新記録も達成[2]。

### 女子
| 種目     | 記録          | 選手名     | 所属名     | 記録年度          |
| -------- | ------------- | ---------- | ---------- | ----------------- |
| 20km競歩 | 1時間26分33秒 | 藤井菜々子 | エディオン | 第108回（2025年） |

## 歴代優勝者
1988年第71回大会以降の男女歴代優勝者記録である。女子は1998年第81回大会まで10km競歩として開催されていた。
| 男子                               | 男子             | 記録          | 回  | 年   | 女子       | 女子             | 記録          |
| ---------------------------------- | ---------------- | ------------- | --- | ---- | ---------- | ---------------- | ------------- |
| 小坂忠広                           | デサントAC       | 1時間31分26秒 | 71  | 1988 | 平山秀子   | 東京女子体育大学 | 47分49秒      |
| 田上敦己                           | JR西日本         | 1時間31分25秒 | 72  | 1989 | 平山秀子   | 日本電気         | 48分49秒      |
| 酒井浩文                           | 飯田下伊陸協     | 1時間28分48秒 | 73  | 1990 | ヤン・ホン | 中華人民共和国   | 48分32秒      |
| 今村文男                           | 千葉陸協         | 1時間33分21秒 | 74  | 1991 | 李景雪     | 中華人民共和国   | 49分18秒      |
| アルベルト・クルス                 | メキシコ         | 1時間28分53秒 | 75  | 1992 | 三森由佳   | 山梨学院大学     | 50分02秒      |
| 酒井浩文                           | 国士舘大学       | 1時間27分20秒 | 76  | 1993 | 内田智子   | 武庫川女子大学   | 47分27秒      |
| 柳澤哲                             | 高松市陸協       | 1時間29分50秒 | 77  | 1994 | 三森由佳   | 山梨学院大学     | 47分16秒      |
| 柳澤哲                             | 綜合警備保障     | 1時間23分26秒 | 78  | 1995 | 林江見     | 順天堂大学       | 46分03秒      |
| 柳澤哲                             | 綜合警備保障     | 1時間22分02秒 | 79  | 1996 | 三森由佳   | 綜合警備保障     | 44分15秒      |
| 池島大介                           | 日本大学         | 1時間20分48秒 | 80  | 1997 | 三森由佳   | 綜合警備保障     | 44分24秒      |
| 池島大介                           | 長谷川体育施設   | 1時間21分40秒 | 81  | 1998 | 三森理恵   | ヤマハ関西       | 43分45秒      |
| 池島大介                           | 長谷川体育施設   | 1時間20分15秒 | 82  | 1999 | 三森由佳   | 綜合警備保障     | 1時間33分08秒 |
| 柳澤哲                             | 綜合警備保障     | 1時間19分29秒 | 83  | 2000 | 三森由佳   | 綜合警備保障     | 1時間36分18秒 |
| 柳澤哲                             | 綜合警備保障     | 1時間21分20秒 | 84  | 2001 | 二階堂香織 | サニーマート     | 1時間33分29秒 |
| 山崎勇喜                           | 富山商業高等学校 | 1時間20分43秒 | 85  | 2002 | 照井貴子   | サニーマート     | 1時間32分54秒 |
| 藤野原稔人                         | 三栄管理興業     | 1時間20分31秒 | 86  | 2003 | 忠政良子   | 登利平AC         | 1時間33分34秒 |
| 谷井孝行                           | 日本大学         | 1時間20分39秒 | 87  | 2004 | 川崎真裕美 | 海老沢製作所     | 1時間31分19秒 |
| 谷井孝行                           | 日本大学         | 1時間21分06秒 | 88  | 2005 | 川崎真裕美 | 海老沢製作所     | 1時間31分51秒 |
| 森岡紘一朗                         | 順天堂大学       | 1時間22分46秒 | 89  | 2006 | 川﨑真裕美 | 海老澤製作所     | 1時間32分06秒 |
| 森岡紘一朗                         | 順天堂大学       | 1時間23分58秒 | 90  | 2007 | 渕瀬真寿美 | 龍谷大学         | 1時間29分36秒 |
| 山崎勇喜                           | 長谷川体育施設   | 1時間21分40秒 | 91  | 2008 | 川﨑真裕美 | 海老澤製作所     | 1時間29分28秒 |
| 森岡紘一朗                         | 富士通           | 1時間21分16秒 | 92  | 2009 | 渕瀬真寿美 | 龍谷大学         | 1時間28分03秒 |
| 森岡紘一朗                         | 富士通           | 1時間20分43秒 | 93  | 2010 | 川﨑真裕美 | 富士通           | 1時間30分37秒 |
| 鈴木雄介                           | 富士通           | 1時間21分13秒 | 94  | 2011 | 大利久美   | 富士通           | 1時間29分11秒 |
| 藤澤勇                             | ALSOK            | 1時間20分38秒 | 95  | 2012 | 大利久美   | 富士通           | 1時間29分48秒 |
| 鈴木雄介                           | 富士通           | 1時間19分02秒 | 96  | 2013 | 大利久美   | 富士通           | 1時間30分45秒 |
| 鈴木雄介                           | 富士通           | 1時間18分17秒 | 97  | 2014 | 井上麗     | 天満屋           | 1時間31分48秒 |
| 高橋英輝                           | 岩手大学         | 1時間18分03秒 | 98  | 2015 | 岡田久美子 | ビックカメラ     | 1時間31分57秒 |
| 高橋英輝                           | 富士通           | 1時間18分26秒 | 99  | 2016 | 岡田久美子 | ビックカメラ     | 1時間29分40秒 |
| 高橋英輝                           | 富士通           | 1時間18分18秒 | 100 | 2017 | 岡田久美子 | ビックカメラ     | 1時間29分40秒 |
| 高橋英輝                           | 富士通           | 1時間17分26秒 | 101 | 2018 | 岡田久美子 | ビックカメラ     | 1時間32分22秒 |
| 高橋英輝                           | 富士通           | 1時間18分00秒 | 102 | 2019 | 岡田久美子 | ビックカメラ     | 1時間28分26秒 |
| 山西利和                           | 愛知製鋼         | 1時間17分36秒 | 103 | 2020 | 岡田久美子 | ビックカメラ     | 1時間29分56秒 |
| 山西利和                           | 愛知製鋼         | 1時間17分20秒 | 104 | 2021 | 藤井菜々子 | エディオン       | 1時間30分45秒 |
| 高橋英輝                           | 富士通           | 1時間19分04秒 | 105 | 2022 | 岡田久美子 | 東京陸上競技協会 | 1時間32分22秒 |
| 池田向希                           | 旭化成           | 1時間18分36秒 | 106 | 2023 | 藤井菜々子 | エディオン       | 1時間29分54秒 |
| 濱西諒                             |                  | 1時間17分42秒 | 107 | 2024 | 藤井菜々子 | エディオン       | 1時間27分59秒 |
| 山西利和                           | 愛知製鋼         | 1時間16分10秒 | 108 | 2025 | 藤井菜々子 | エディオン       | 1時間26分33秒 |
| 世界記録 日本記録 ジュニア日本記録 |                  |               |     |      |            |                  |               |

## エピソード
2007年3月能登半島地震の際、4月に日本陸上競技選手権大会50キロ競歩開催を控えた石川県輪島市が被災。兵庫陸上競技協会は1995年に阪神・淡路大震災のため本大会が千葉市で代替開催されたときの恩返しとして、すぐさま六甲アイランドを代替開催地として名乗りを上げた。こうして、2007年度50キロ競歩は4月15日、六甲アイランドで開催され、12年越しの恩返しがかなうこととなった。